# 一畑電車
一畑電車株式会社（いちばたでんしゃ、英: Ichibata Electric Railway Co.,Ltd.）は、島根県東部で鉄道事業を運営する企業。持株会社の一畑電気鉄道の傘下にある。北松江線・大社線の2路線を運営している。社名は、出雲市にある一畑寺（一畑薬師）への参詣者輸送を目的とした鉄道を計画し建設したことに由来する。本社は島根県出雲市平田町2226（雲州平田駅構内）。
本項では、主に北松江線・大社線を中心とした鉄道事業について記述する。広瀬線および前身の広瀬鉄道・島根鉄道については「一畑電気鉄道広瀬線」を、立久恵線および前身の大社宮島鉄道・出雲鉄道については「一畑電気鉄道立久恵線」を、鉄道事業以外を含めた歴史については「一畑電気鉄道#歴史」を参照。

## 歴史

### 創業期
一畑電車の前身となる鉄道は、国鉄（鉄道院→鉄道省→日本国有鉄道）の山陰本線が1910年（明治43年）に米子駅から出雲今市駅（当時）まで延長されたのを受け、出雲今市から一畑寺（一畑薬師）を結ぶ鉄道として1911年（明治44年）8月に762mm軌間の蒸気動力車による軽便鉄道敷設免許を受けたものに端を発する。計画当初は出雲今市から出雲大社までを結ぶことを念頭においていたが、鉄道院では既に山陰本線から分岐する路線（後の国鉄大社線）の計画があったことから、目的地を一畑薬師に変更したものである。
翌1912年（明治45年）4月には「一畑軽便鉄道株式会社」の創立式が行われた。同社の設立にあたっては、関西鉄道の重役であった井上徳治郎、大阪にある才賀電機商会の技師である才賀藤吉をはじめとする関西の財界人7人と、地元の有力者ら8人が発起人として参加していた。ところが、会社創立式からわずか半年弱後の1912年（大正元年）9月に才賀電機商会は経営破綻してしまった。このため、地元の有志で資本金の大半を負担することになり、そのうちの25パーセントを一畑寺が負担することになった。それまで、出雲今市から一畑薬師参りをするには、陸路を徒歩でたどるか、宍道湖を小境灘（当時）まで舟で渡るかのいずれかの方法しかなかったため、出雲今市から一畑薬師の麓までの鉄道敷設は、一畑寺の念願でもあったのである。
| 1914年に出雲今市 - 平田間が開業したころの路線図 |  | 1915年（大正4年）に平田 - 一畑間が延伸開業したころの路線図 |
| 1914年に出雲今市 - 平田間が開業したころの路線図 |  | 1915年（大正4年）に平田 - 一畑間が延伸開業したころの路線図 |

その後、用地買収と測量を進めている際には、平田の町の南北どちらを通すかで論争になり、最終的に市街地の南側を経由することでまとまった。その後、国鉄との連絡を考慮し、軌間を762mmから1067mmに変更した上、1913年（大正2年）9月15日に起工式が行われた。出雲今市から平田までは簸川平野の平坦な地域だったこともあり、7か月ほどで完成し、1914年（大正3年）4月29日に一畑軽便鉄道の運行が開始された。開通当日は2万人ほどの人出があったと伝えられている。その後、平田から一畑坂下（一畑駅付近）までの工事も進められ、1915年（大正4年）2月4日に全線開業となった。出雲今市から一畑までは70分前後で結ばれ、小境灘では松江行汽船と連絡していた。

### 電化から終戦まで
開業からしばらくした1923年（大正12年）7月の株主総会において、松江・出雲大社までの路線延長が決議された。出雲大社への延長路線は、当初は出雲今市から出雲大社へ国鉄大社線と並行する計画であったが、競合路線とみなされ、許可が下りなかった。そこで、武志から出雲大社への路線に変更した上で、「国鉄と終点は同一であるが、一畑薬師への参拝客も利用可能である」と主張した上で、政府補助金を辞退する動きを見せた。また、1922年（大正11年）には東京の有力実業家が「松江電気鉄道」として美保関と出雲大社を結ぶ計画を示しており、一畑軽便鉄道では他社の鉄道建設を防ぐために、具申書や嘆願書などを鉄道大臣へ提出するなどの運動も行った。その結果、一畑軽便鉄道の計画に対しては1924年（大正13年）9月に敷設を免許されることになった。松江電気鉄道の計画はその主な目的が鉄道事業ではないと判断されたため退けられた。その後、1926年（大正15年）10月9日に、大社への路線の起点について川跡への変更が認可された。1927年（昭和2年）には大社への路線の起点を大津起点とする変更申請を行っているが、実現していない。
| 1928年（昭和3年）に一畑口 - 松江温泉間が開業したころの路線図 |  | 1930年（昭和5年）に大社線が開業したころの路線図 |
| 1928年（昭和3年）に一畑口 - 松江温泉間が開業したころの路線図 |  | 1930年（昭和5年）に大社線が開業したころの路線図 |

これらの延長線は、当初はそれまでと同様の蒸気動力車による運行で計画されていたが、その頃は民間鉄道は電気動力車による運行に変わりつつあった。そこで、既設線も含めて全線を電化することになり、1925年（大正14年）7月には社名を「一畑電気鉄道株式会社」に改めた。まず既設線である出雲今市と一畑の間が1927年（昭和2年）10月1日に電化、1928年（昭和3年）4月5日には小境灘から北松江までの区間が当初より電化路線として開業、1930年（昭和5年）2月2日には川跡から大社神門（当時）までの延長線が当初より電化路線として開業した。電化開業に際しては、当時としては最新鋭の電車を導入した。出雲今市から一畑までは40分前後に短縮されたほか、1928年（昭和3年）11月のダイヤ改正では1日2往復の急行列車が設定されている。
しかし、その後第二次世界大戦中の1944年（昭和19年）11月16日、小境灘から一畑までの区間については不要不急路線として営業休止の上で撤去し、その軌条を戦時輸送を行っていた名古屋鉄道に供出するように運輸通信省からの要請があった。これを受けて、同区間については同年12月10日に営業を休止、その状態で終戦を迎えることになった。

### 戦後の展開
1954年（昭和29年）5月1日には出雲鉄道を買収の上で立久恵線とし、同年12月1日には島根鉄道を買収して広瀬線とした。立久恵線では、北松江線・大社線との直通運転も行われた。
1953年（昭和28年）からは、北松江線の最高速度を向上するため、車両の改造に着手した。最高速度は1957年（昭和32年）に85km/hで認可されたが、これは当時の地方私鉄では稀な高速運行であった。この時期、一畑電気鉄道では経営の多角化の一環として、1958年（昭和33年）10月に一畑百貨店を松江市に開店していたが、出雲市にも一畑百貨店を出店するために国鉄出雲市駅に隣接してターミナルビルを建設した。このビルは1964年（昭和39年）4月に供用を開始したが、この時に国鉄駅構内への乗り入れを中止し、ターミナルビル1階に独立した駅として電鉄出雲市駅を設けると同時にダイヤ改正を行い、増発と同時に出雲市と松江を最短37分で結ぶ特急列車の運行を開始した。また、1966年（昭和41年）には列車集中制御装置(CTC)を導入したが、これは日本の地方私鉄では初めての導入事例で、それまで252人在籍していた鉄道部門の従業員数を222人に減少させるなど、合理化も進められてゆくことになる。

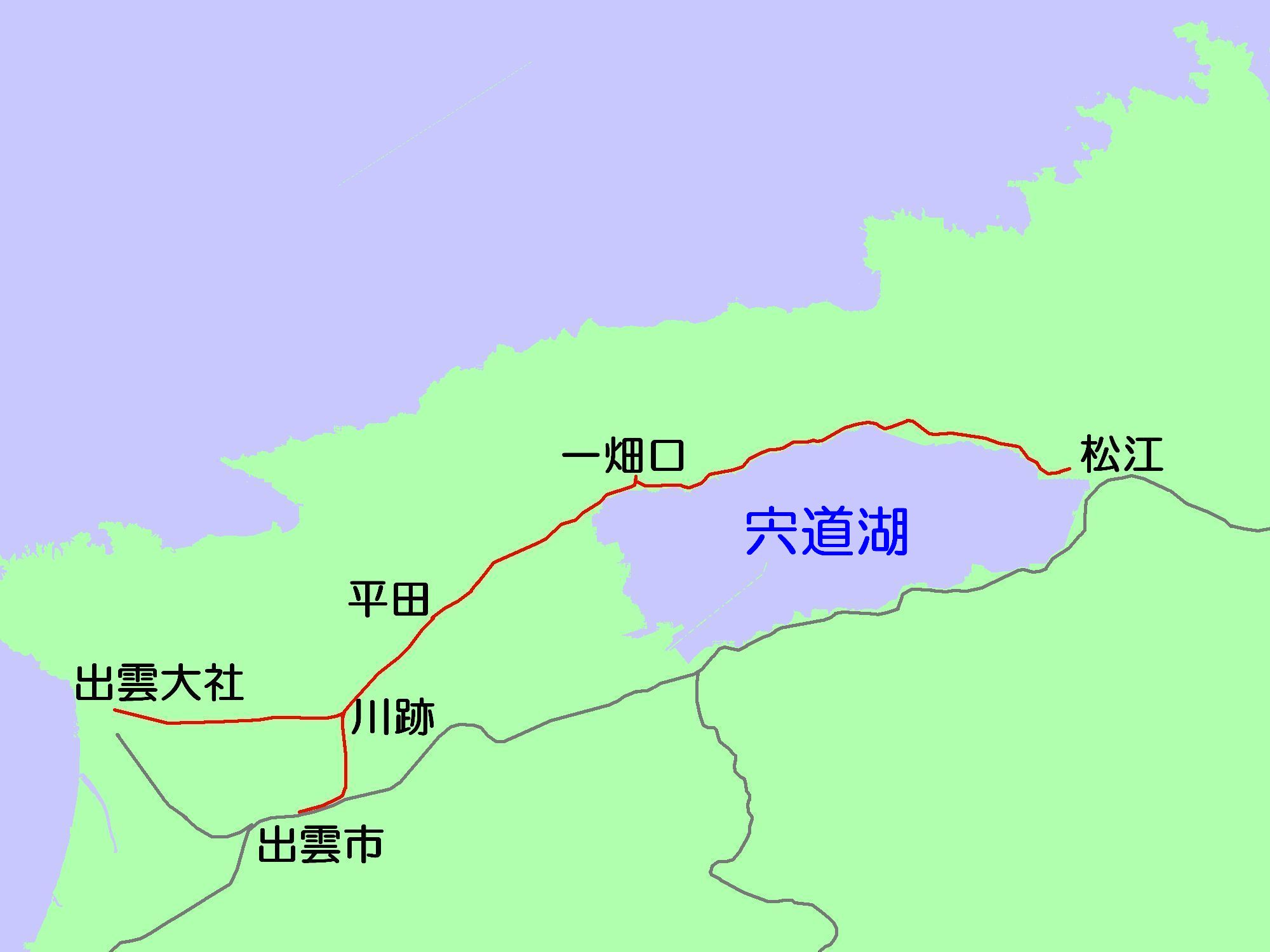
1960年（昭和35年）頃、一畑口 - 一畑間が廃止されたころの路線図

その一方で、経営不振だった広瀬線は1960年（昭和35年）6月20日に廃止され、立久恵線も水害による被害を受けた1964年（昭和39年）7月19日より全線が運休となり、翌1965年（昭和40年）2月19日付で廃止された。また、戦時中に休止となっていた小境灘から一畑までの区間については復旧されることはなく1960年（昭和35年）4月26日に正式に廃止となり、廃線後は一畑電気鉄道が運営する自動車専用道路（一畑自動車道）とされた。

### モータリゼーションの波
しかし、この時期からモータリゼーションの進展に伴い、日本各地の地方私鉄の運営環境は厳しくなってゆく。一畑電気鉄道も例外ではなく、1966年（昭和41年）以降は鉄道部門で赤字を計上するようになり、1967年（昭和42年）に589万人を輸送したのをピークとして、利用者が減少してゆくことになる。特に、一畑電気鉄道の沿線は早いうちに道路整備が進み、1975年（昭和50年）ごろまでにはほぼ道路整備が完了していたことから、マイカーへの逸走が進んだ。
駅業務の委託化や保線・電気業務の統合など合理化を進めたものの、経営は好転せず、1972年（昭和47年）度には累積赤字が5億円に達したことから、鉄道部門の運営を別会社への委託にすることを提案した。しかし、これは廃止につながるとして労働組合から反発を受け、ストライキも行われた。また、沿線自治体も一斉に廃止反対の意思を表明、大社町町議会では鉄道の存続要請を全会一致で可決し、1973年（昭和48年）には島根県と沿線自治体で「一畑電車沿線地域対策協議会」が結成された。こうした動きと、島根県の努力により1974年（昭和49年）以降は運輸省から欠損補助金が得られることになったことから、一畑電気鉄道では存続を前提としてさらなる合理化を進めることとなった。この時点ですでに鉄道部門の従業員数は170人にまで減少していたが、これをさらに110人にまで減少させた。その後も合理化は進められ、1973年（昭和48年）3月16日に貨物輸送を廃止、同年5月15日限りで特急列車の通年運行も取りやめられた。また、1978年（昭和53年）3月1日からは大社線のワンマン運行も開始された。駅の委託化や無人化も進められ、1984年（昭和59年）の時点では社員配置駅は平田市と松江温泉の2駅だけとなった。
その他にも電気部門社員を別会社への出向など、合理化が進められた結果、1984年（昭和59年）時点では鉄道部門の従業員数は72名までに減少した。当時、40.1kmと同程度の営業キロを有する筑波鉄道で従業員数が101名、逆に従業員数が同程度（69名）の栗原電鉄の営業キロは26.2kmしかなく、営業キロ42.2kmの鉄道としてはきわめて徹底的な合理化が行われたことになる。
これらの対策が功を奏し、利用者の減少傾向は止まらなかったものの赤字はいったん減少し、1980年（昭和55年）度からは補助金を近代化補助制度に変更した上で、一部車両の置き換えや重軌条化など、設備の更新を行った。しかし、会社負担率が高いことと、電力費の高騰などから1984年（昭和59年）度以降は再び欠損補助の制度に戻している。1992年（平成4年）3月25日からはプログラム式運行管理システム(PRC)も導入された。
合理化の一方でサービスの改善にも着手し、1982年（昭和57年）には電車とバスの乗継割引定期券を導入、1986年（昭和61年）には電車・バス乗継割引回数券やフリー乗車券類、さらに日中限定で60パーセントの割引率の「お買いもの定期券」の発行も開始した。また、1988年（昭和63年）には松江温泉駅で酒類の販売を開始、同年には松江市郊外で島根県開発公社が住宅地の造成を始めたのに対応し、県開発公社の費用負担により新駅が設置された。また、1989年（平成元年）には学生を対象に、15日間電車とバスが乗り放題となる「夏休み定期券」の発売も行われた。

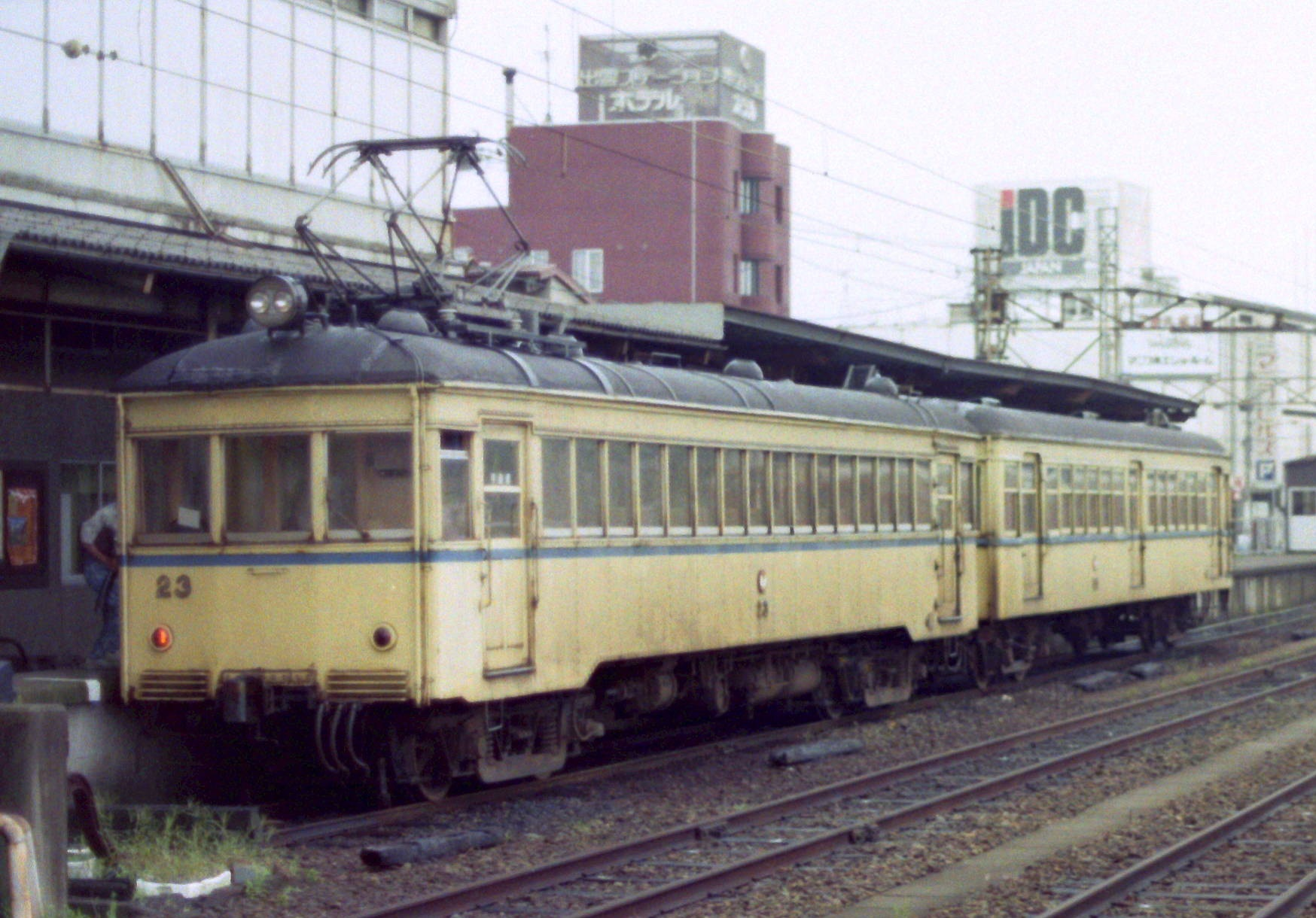
1990年代に入っても老朽車両が使用されていた（1996年撮影）

このように合理化や割引乗車券の充実を行ったものの、乗客の減少には歯止めをかけることはできず、1992年（平成4年）度の輸送人員は171万人と、ピーク時の3割程度に減少してしまった。また、赤字額は年間で1億円を越える状態で、1992年（平成4年）時点で欠損補助を受給している鉄道事業者10社のうち、一畑電気鉄道はもっとも多額の補助金（1億8千万円）を受給している事業者であった。
また、合理化による経費節減の努力と比較すると、他の設備の更新については消極的ともみられていた。冷房車は1両も存在せず、1927年（昭和2年）に製造された手動扉の半鋼製車両が1990年代に入ってもほぼ毎日運用されていた。1981年（昭和56年）以降に西武鉄道から購入した車両は、車体こそ全金属製であったものの走行機器は吊り掛け駆動方式であった。駅施設も無人駅は荒れ果て、委託駅員が配置されている川跡でさえも廃屋に近い状況で、保線状態もあまりよくない状態であった。利用者から直接見える部分が旧態依然としたままの状態だったのである。その上、ある程度維持されていた運行ダイヤについても、1993年（平成5年）1月16日に行われたダイヤ改正の内容は、電力費や人件費の低減を狙って、運行本数を合計89本から72本に減回するという消極的な内容であった。

### 欠損補助の見直し
1992年（平成4年）末、運輸省では欠損補助の大幅な制度見直しを行うことになったが、一畑電気鉄道に対しては「補助金に甘えている」として、今後経営改善の見通しがなければ補助の打ち切りもありうるという「最後通告」を行った。1993年（平成5年）度に関しては前年とほぼ同額の補助金支給を認められたものの、沿線自治体や労働組合は危機感を募らせた。
労働組合では独自に利用促進を目指した啓発運動を展開したほか、補助金の継続を求めて運輸省に陳情を行った。また、1973年（昭和48年）に結成されていた「一畑電車沿線地域対策協議会」では、1993年（平成5年）度の広告予算をそれまでの年間120万円程度から680万円へと大幅に増額し、新聞の全面広告やテレビCMなどを活用した利用促進活動を行った。島根県や沿線自治体では独自に沿線住民に対するアンケートを実施したが、一畑電気鉄道の存続を問う質問への回答はほとんどが「鉄道は必要」との考えが示されていたことを受け、同社の支援のためには新たな予算措置をも講じる姿勢を見せた。特に平田市では一畑電気鉄道が唯一の鉄道路線であることから、補助打ち切りをもっとも深刻に受けとめており、地域ぐるみの利用促進運動を行った。これら自治体の動きを受けて、一畑電気鉄道ではそれまではどちらか片方だけしか受給できなかった欠損補助と近代化補助を同時に受給することを前提に、1993年（平成5年）11月に経営改善5ヵ年計画を発表した。この内容は、列車増発・駅施設の整備や老朽車両の置き換えを主軸とするものであり、総額5億7千万円にのぼるものであった。
こうした沿線自治体の全面的なバックアップ体制や一畑電気鉄道の企業努力から、運輸省や大蔵省では「結果が出なければ補助金打ち切りもある」としながらも1994年（平成6年）度以降の補助金継続と、欠損補助と近代化補助の併用を認めた。
経営改善計画に従い、同年から1998年（平成10年）にかけて京王電鉄と南海電気鉄道からワンマン運転に対応した冷房付車両を購入し、非冷房の老朽車両は予備車2両とイベント用の2両を残して置き換えられた。また、駅設備の改築も1994年（平成6年）から1997年（平成9年）にかけて進められたほか、それまで1か所しかなかった変電所をさらに2か所増設した。設備改善以外にも、1993年（平成5年）3月からは電車・バス共通の金券式回数乗車券の発売を開始をはじめとした割引乗車券類の充実を行い、運行面でも1998年（平成10年）からは松江温泉と出雲大社前を直通で結ぶ列車が設定された。
しかし、当面の危機的状況からは脱したものの、1994年（平成6年）6月には一畑電気鉄道の社長が「鉄道部門の経営はすでに私企業の努力範囲を超えており、第三セクター化の方向性も検討してほしい」と発言しており、自治体関係者に問題解決の難しさを再認識させられるものであった。
運輸省からの欠損補助は1997年（平成9年）度を最後に終了し、翌1998年（平成10年）度以降は新しい経営改善5ヵ年計画による島根県・沿線自治体の「運行維持補助金」に変更された。

### 分社化
新経営改善計画により、次々と旅客サービスにつながる施策を打ち出した。1998年（平成10年）には終日全線を対象に電車内への自転車持込サービスを開始、2000年からは自転車持込回数券も設定した。1999年（平成11年）には駅周辺への無料駐車場設置と合わせてパークアンドライドも開始したほか、2000年代に入ってからは松江フォーゲルパークや島根県立古代出雲歴史博物館などの沿線施設とタイアップした企画乗車券の設定も行われた。また、電車運転体験などのイベントなども行われている。
一方で、1998年（平成10年）からの新経営改善5ヵ年計画が終了した2002年（平成14年）以降も島根県と沿線自治体の単独事業として欠損補助が維持されていたが、これと並行して「一畑電車および沿線公共交通確保のあり方に関する検討委員会」が組織され、今後の一畑電気鉄道の鉄道路線のあり方について検討を行った。この検討委員会は、2003年（平成15年）11月の答申において、一畑電気鉄道の鉄道路線を地域の社会基盤として、事業者側と自治体の適切な関与によって存続するという方向性を打ち出した。この時の内容では、責任の範囲を明確化した上で、インフラストラクチャー（駅施設や線路・車両など）の所有権を移転しない上下分離方式を考えることになっていた。交通ジャーナリストの鈴木文彦は、これを「基盤整備は行政が面倒を見るが経営赤字の面倒は見ないというもの」と表現している。
この答申をベースとして、市町村合併が落ち着いた2005年（平成17年）に新しい支援制度が設定された。この支援制度では、すべての分野について補助の対象としていたことによる問題点の反省から、国・島根県・沿線自治体・運行事業者の役割分担を明確化することになった。ここで、財務の透明性を確保した上で意思決定の機動性を高める目的で、鉄道部門を分社化することが決まり、2006年（平成18年）4月1日から鉄道部門を一畑電気鉄道100パーセント出資の「一畑電車株式会社」として分社化した。これにより、一畑電気鉄道は持株会社へ移行した。
分社化後、「愛され乗ってもらえる電車」へと視点を変え、2007年（平成19年）7月17日からは電車アテンダントの乗務、2008年（平成20年）にはメールによる運行情報提供サービスを開始、2009年（平成21年）には運行中の電車内を物産販売店とする「楽市楽電」の運行開始など、積極的なサービス展開を行った。2010年（平成22年）には関連会社のカーテックス一畑と提携し、駅で自動車検査（車検）の申し込みを行い、検査終了後の車両を駅で受け取る「BATADEN車検」のサービスも開始した。
| 映画制作決定記念のヘッドマークを装備したデハニ50形 |  | 映画『RAILWAYS』の幕を掲出した松江しんじ湖温泉駅 |
| 映画制作決定記念のヘッドマークを装備したデハニ50形 |  | 映画『RAILWAYS』の幕を掲出した松江しんじ湖温泉駅 |

こうした中、2008年（平成20年）には一畑電車を舞台とした映画が製作されることが決まり、同社では全面的に撮影に対して協力を行った。この映画は2010年（平成22年）5月29日より『RAILWAYS 49歳で電車の運転士になった男の物語』として公開されたが、試写会の段階から利用者が増加し、定期外利用者が前年と比較して約10パーセントほど上回った。一畑電車でもロケ地見学会やデハニ50形の展示などを行ったが、特にデハニ50形を使用した体験運転イベントは毎回定員を上回る応募があった。
しかし、2006年（平成18年）には災害による長期不通も発生するなどの影響もあり、利用者の減少傾向は止まっていない。2008年（平成20年）度にも沿線が舞台となったテレビドラマや映画が放映された時期にもある程度の利用者増は見られたが、翌年度には前年度と変わらないレベルに戻っており、テレビドラマや映画の効果はそう長く続くものではないとみられている。また、2008年（平成20年）から2009年（平成21年）にかけては「一畑電車沿線地域対策協議会」がモビリティ・マネジメントの取り組みを行っており、これに伴う施策を行っているうちは通勤定期券利用者が増加したものの、取り組みの終了とともに利用者数は元に戻ってしまった。また、2010年（平成22年）には宍道湖の対岸を並行する山陰自動車道が無料開放された影響で、通勤定期券利用者数が大きく落ち込んだ。
このため、島根県は2011年（平成23年）7月1日、2011年（平成23年）度から2020年度までの一畑電車への支援事業計画を明らかにした。県は沿線の出雲市・松江市とともに、国の補助金を含めて2011年（平成23年）度から10年間で約59億円を投じて老朽化した車両の更新や線路などの施設改良を行うと共に、年間利用客数140万人台の維持を目指している。
2019年（平成31年）4月16日、台湾の台湾鉄路管理局と友好提携を締結した。

## 路線

路線図

### 現有路線
- 北松江線 : 電鉄出雲市 - 松江しんじ湖温泉
- 大社線 : 川跡 - 出雲大社前

### 廃止路線
- 広瀬線 : 荒島 - 出雲広瀬
- 立久恵線 : 出雲市 - 出雲須佐
- 北松江線 : 一畑口 - 一畑

## 経営状況

### 年間輸送人員
分社化後における年間輸送人員の概数値は以下の通り。
| 輸送人員推移 | 輸送人員推移 |
| 年度         | 人数（万人） |
| ------------ | ------------ |
| 2006         | 143.1        |
| 2007         | 140.8        |
| 2008         | 147.1        |
| 2009         |              |
| 2010         | 140.3        |
| 2011         | 136.8        |
| 2012         | 138.9        |
| 2013         | 161.2        |
| 2014         | 142.5        |
| 2015         | 139.7        |
| 2016         | 139.0        |
| 2017         | 143.9        |
| 2018         | 143.9        |
| 2019         | 144.9        |
| 2020         | 100.2        |
| 2021         | 110.0        |
| 2022         | 126.2        |

### 営業係数
分社化後の営業係数は以下の通り。
| 営業係数推移 | 営業係数推移 |
| 年度         | 営業係数     |
| ------------ | ------------ |
| 2006         | 157          |
| 2007         | 161          |
| 2008         | 148          |
| 2009         |              |
| 2010         | 148.4        |
| 2011         | 146.4        |
| 2012         | 139.6        |
| 2013         | 118.5        |
| 2014         | 139.0        |
| 2015         | 138.5        |
| 2016         | 144.4        |
| 2017         | 145.1        |
| 2018         | 153.7        |
| 2019         | 152.7        |
| 2020         |              |
| 2021         |              |
| 2022         |              |

## 特徴的なサービス

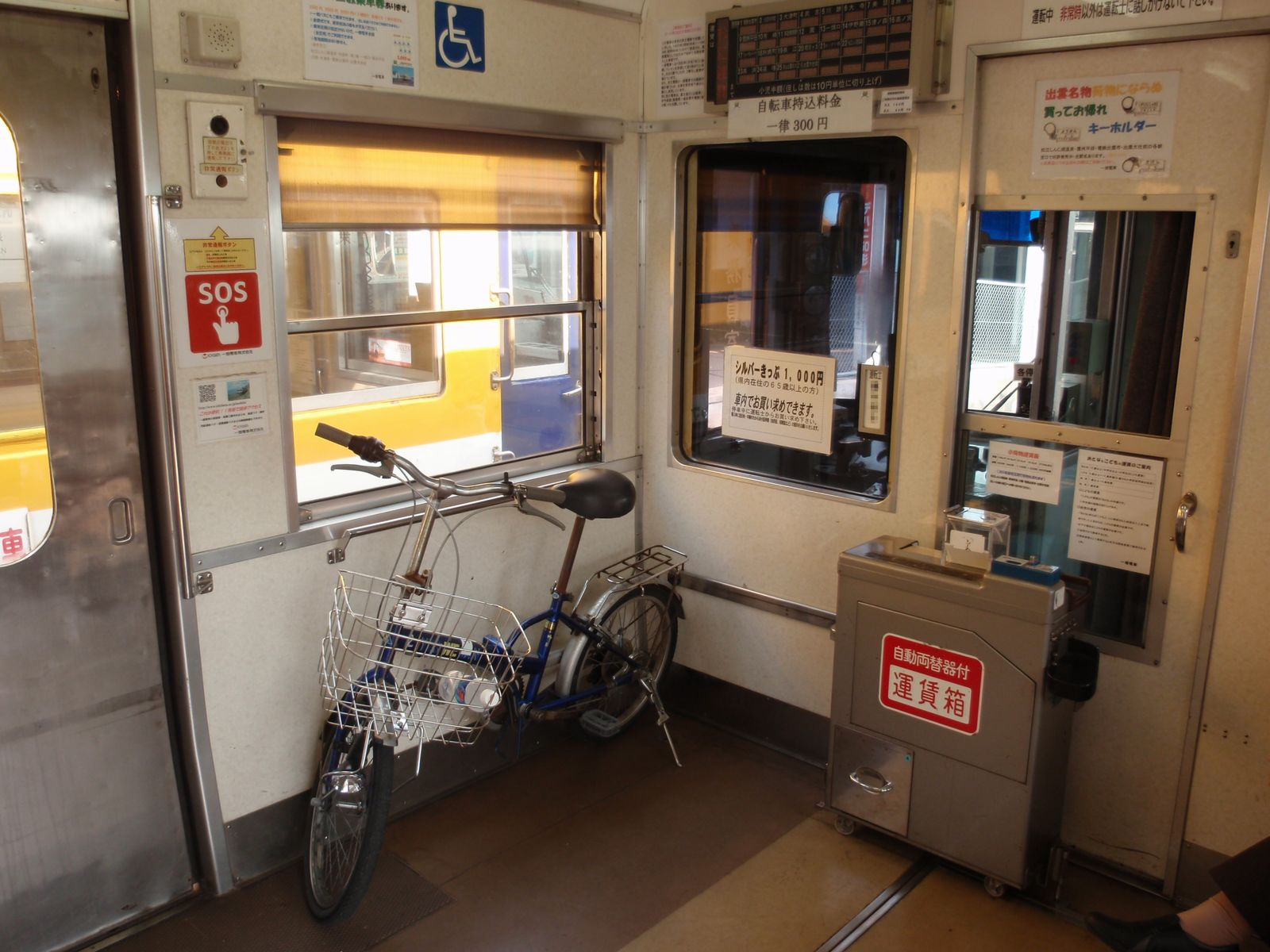
車内に自転車が持ち込み可能

便利回数乗車券
金券式の回数券で、1,000円券（利用額1,100円分）・2,000円券（利用額2,200円分）・3,000円券（利用額3,300円分）の3種類がある。有効期限はなく、一畑電車・一畑バス（高速バスを除く）・松江市交通局が共通で利用できる。
レール&サイクル
1998年（平成10年）より、終日全区間において、自転車を折り畳まずに電車の中への持ち込みを可能とする制度を開始した。持ち込み料金は2019年（平成26年）10月現在区間に関わらず1回320円。2000年以降は5枚つづり回数券も設定されている。この制度は、映画『RAILWAYS』のシーンでも活用されている。
ファミリーパスポート制度
土曜・休日に通勤定期券所持者と家族が同時に利用する場合、運賃が一律200円（2014年4月現在、小児半額）となる。小児の利用では、事前に申請すると通勤定期券所持者の同伴なしでも利用が可能となる。
体験運転事業
前述の通り、2010年（平成22年）に行われたデハニ50形の体験運転イベントは定員を上回る応募者があった。これを受けて、一畑電車では体験運転を新規事業として位置づけ、通年行うこととした。雲州平田駅構内に延長約150mの専用線と車庫を新設し、体験運転の教官は運転課に所属する6名の社員がローテーションを組んで担当するもので、対象年齢は10歳以上とされており、午前中に講習を受け、午後に実際の体験運転を行う「1日コース」をはじめとした複数のコースが用意された。体験運転で使用される車両はデハニ50形53号で、加速は1段だけに固定されており、体験運転での最高速度は15km/hとなっている。
手荷物・小荷物制度
駅と駅の間で荷物の託送を行う手荷物・小荷物（チッキ）制度は、既にJR全社および大半の私鉄で終了しているが、一畑電車ではこれらの制度が残っている。手荷物は電鉄出雲市駅 - 松江しんじ湖温泉駅間限定で、運賃は10kg以下で650円（2019年10月1日改定）、小荷物は有人駅相互間での取り扱いとなり、運賃は10kg以下で680円（2019年10月1日改定）。
新型券売機
2022年3月、全有人駅と大津町駅・一畑口駅の自動券売機を更新した。更新後の券売機は、交通系ICカードのみならずクレジットカード・QRコード決済など多数の支払い手段に対応している。
- クレジットカード：VISA・Master・JCB・Diners・American Express・Discover
- ICカード：交通系ICカード（PiTaPaを除く）・nanaco・WAON・iD・QUICPay・楽天Edy
- QRコード決済：au PAY・d払い・J-Coin Pay・PayPay・メルペイ・楽天ペイ・Alipay・WeChat Pay・Union Pay

なお、電車内での交通系ICカードによる運賃精算は一切できない。

## 車両

### 車両史

#### 一畑軽便鉄道時代
一畑軽便鉄道の最初の免許区間である出雲今市駅（現・電鉄出雲市駅） - 一畑駅間の工事に当たっては、一畑軽便鉄道は蒸気機関車4両、客車10両、有蓋貨車6両および無蓋貨車4両を使用するものとして認可申請し、内閣総理大臣から1913年（大正2年）9月9日付で工事施行認可を受けた。
ただし、一畑軽便鉄道が認可申請時に示した設計は簡単なもので、そのため「其構造等の詳細は目下考研中にあり追て認可を申請するものとす」としていた。
実際に、1914年（大正3年）4月20日付で詳細な設計の認可を受けたが、この際には蒸気機関車2両、客車6両、有蓋貨車2両および無蓋貨車2両に両数が減らされ、同年同月29日の出雲今市駅（現・電鉄出雲市駅） - 雲州平田駅間の部分開業時までに竣功したのはこの両数だった。
1915年（大正4年）2月4日には雲州平田駅 - 小境灘駅（現・一畑口駅） - 一畑駅間が開業、免許および工事施行認可区間が全通した。この3か月前にあたる1914年（大正3年）12月17日付では、客車2両を荷物合造客車に改造するとともに、工事施行認可時の車両数を客車は10両だったものを1両増加、2両を前述の通り荷物合造客車に改造し差し引き9両に、有蓋貨車は6両から2両減少し4両とする旨、届出を提出した。なお、改造については認可事項のため内閣総理大臣は届出書を認可申請書とみなして認可した。また、蒸気機関車についても別途1915年（大正4年）2月2日付で1両の詳細設計認可を受けた。
その後、乗客の増加により1922年（大正11年）6月9日付で蒸気機関車1両の設計認可を得て、同年11月20日付で竣功届を提出。客車についても同年10月28日付で4両の増加届を提出したほか、翌1923年（大正12年）3月6日付設計認可で有蓋緩急貨車を1両追加した。これにより非電化時代には最終的に蒸気機関車4両、客車9両、荷物合造客車2両、有蓋貨車4両、有蓋緩急貨車1両および無蓋貨車4両の体制となった。

#### 一畑電気鉄道時代
1927年（昭和2年）の電化開業時に用意された車両はデハ1形5両で、翌1928年（昭和3年）にはクハ3形2両とクハ14形1両が増備され、さらに1929年（昭和4年）にはデハニ50形が2両増備されている。これらの車両は、当時としては最新鋭の電車を導入しており、都市部からの旅行者が「こんな田舎に最新鋭の電車が」と驚いたという逸話が残っている。1928年（昭和3年）にはデキ1形電気機関車を導入している。
その後の車両の増備は、新車導入ではなく他社から譲り受けた客車を制御車に改造することによって行われた。まず1934年（昭和9年）に大阪電気軌道（旧吉野鉄道）の客車2両を購入した上でクハ102・クハ103へ改造、その後1940年（昭和15年）には国鉄から客車を2両購入して制御車化、クハ109・クハ111として使用開始した。これとは別に、1942年（昭和17年）にはクハ14を電装の上デハ1形に編入している。戦後の1949年（昭和24年）にも国鉄から客車1両を譲受した上でクハ120として運用開始した。なお、1936年（昭和11年）にデキ1形は三河鉄道に譲渡された。
1951年（昭和26年）から1953年（昭和28年）にかけて、デハ1形とデハニ50形から合計4両を2扉クロスシート車のデハ20形に改造したほか、1953年（昭和28年）には国鉄の木造電車を2両譲受し、それぞれデハ31・クハ131として使用を開始した。このうち、デハ31については車体の鋼体化と共に荷物室を設置する改造を1955年（昭和30年）に行った上でデハニ31形に変更された。
1958年（昭和33年）からは西武鉄道からの車両譲受が多くなる。まず1957年（昭和32年）に同社から1両を購入してデハ10形デハ11として導入、1958年（昭和33年）から1959年（昭和34年）にかけては4両を譲受してクハ100形として導入、デハ20形と連結して運用を開始した。次いで、1960年（昭和35年）から1961年（昭和36年）にかけては西武鉄道から6両を2扉クロスシート車に改造した上で譲受、60系として使用された。また、1962年（昭和37年）5月にはデハ1形デハ7を制御車化した上でクハ111へ変更した。これらの車両導入と引き換えに、戦前から戦後間もない頃に導入された客車改造の制御車は淘汰された。なお、1957年（昭和32年）に購入したデハ11は1961年（昭和36年）に西武鉄道に譲渡されているほか、デハ7が制御車化されてクハ111となった。このほか、1960年（昭和35年）には近江鉄道からED22形電気機関車を譲受している。
1964年（昭和39年）になると、特急の増発のために西武鉄道から4両を2扉クロスシート車に改造した上で購入し、70系として運用された。また、1967年（昭和42年）にはデハニ50形のうち1両がデハ11形に改造された他、デハニ31形は1968年（昭和43年）に荷物室が撤去されてデハ31となった。
その後しばらくは、1973年（昭和48年）の貨物輸送廃止後にED22形電気機関車を弘南鉄道に譲渡した以外に車両の動きはなかったが、1981年（昭和56年）のくにびき国体を機に車両の近代化に着手した。このために西武鉄道から全金属製車体の車両を譲受し、80系として運用を開始したが、この時に置き換え対象となった車両の大半は開業当時からの車両ではなく1960年代に譲り受けた60系であった。これは、経済的な事情の他に、開業当時の車両の台枠が一体鋳造で製造されているため頑丈であるのに対して、西武鉄道から譲受した車両は部材を溶接して製造されていたため、継ぎ目からの傷みが進行しやすかったという事情があり、さらに自社発注車両を大事にする機運があったからであると推測されている。その後も西武鉄道からの車両譲り受けに伴い、60系やデハ11形などが淘汰された。しかし、識者からは合理化への努力と比較すると設備の更新については消極的ともみられていた。1990年代に入っても、1927年（昭和2年）に製造された手動扉の半鋼製車両が運用されていたのである。
1993年（平成5年）前後の欠損補助見直しに際して発表された経営改善計画では、車両も一新することになり、1994年（平成6年）から1998年（平成10年）までに京王電鉄と南海電気鉄道から冷房付きの車両を購入し、2100系・3000系・5000系として運用を開始した。これに伴い、イベント用や予備車となった車両を除いて釣りかけ駆動の車両はすべて淘汰された。

#### 一畑電車時代
2010年代に入るとこれらの車両も製造後45から50年程度が経過し老朽化が目立ってきたため、2011年7月2日に在来車両の更新計画が立案された。当初の計画では2013年度から2020年度にかけてVVVFインバータ制御の中古車両を2両編成6本と1両編成6本の合計18両投入し、3000系8両全車と2100系・5000系10両の合計18両を置き換える予定となっていたが、置き換えに適した状態のよい中古車両が見つからず、改造費用も高く付くために、2012年秋に車両更新計画の修正版が発表された。具体的には、単行運転可能な新造車両を4両、譲渡車両を6両（2両編成3本）新規投入し、既存車両のうち8両（2両編成4本）は修繕して継続使用するというもので、同年11月16日に開催された一畑電車沿線地域対策協議会の臨時総会において、この車両更新計画の見直し案が承認されている。
2016年度から2017年度にかけて単行車両デハ7000系が投入された。そしてデハ7000系と同型の新型車両デハ8000系を2024年度に1両、2025年度に2両、2026年度に1両導入する予定で、この4両で2100系および5000系8両を置き換える計画である。当初は、2024年度と2025年度にそれぞれ2両を導入する予定であった。

### 車両各説
本節では、導入順に車両形式を記述する。

#### 非電化時代

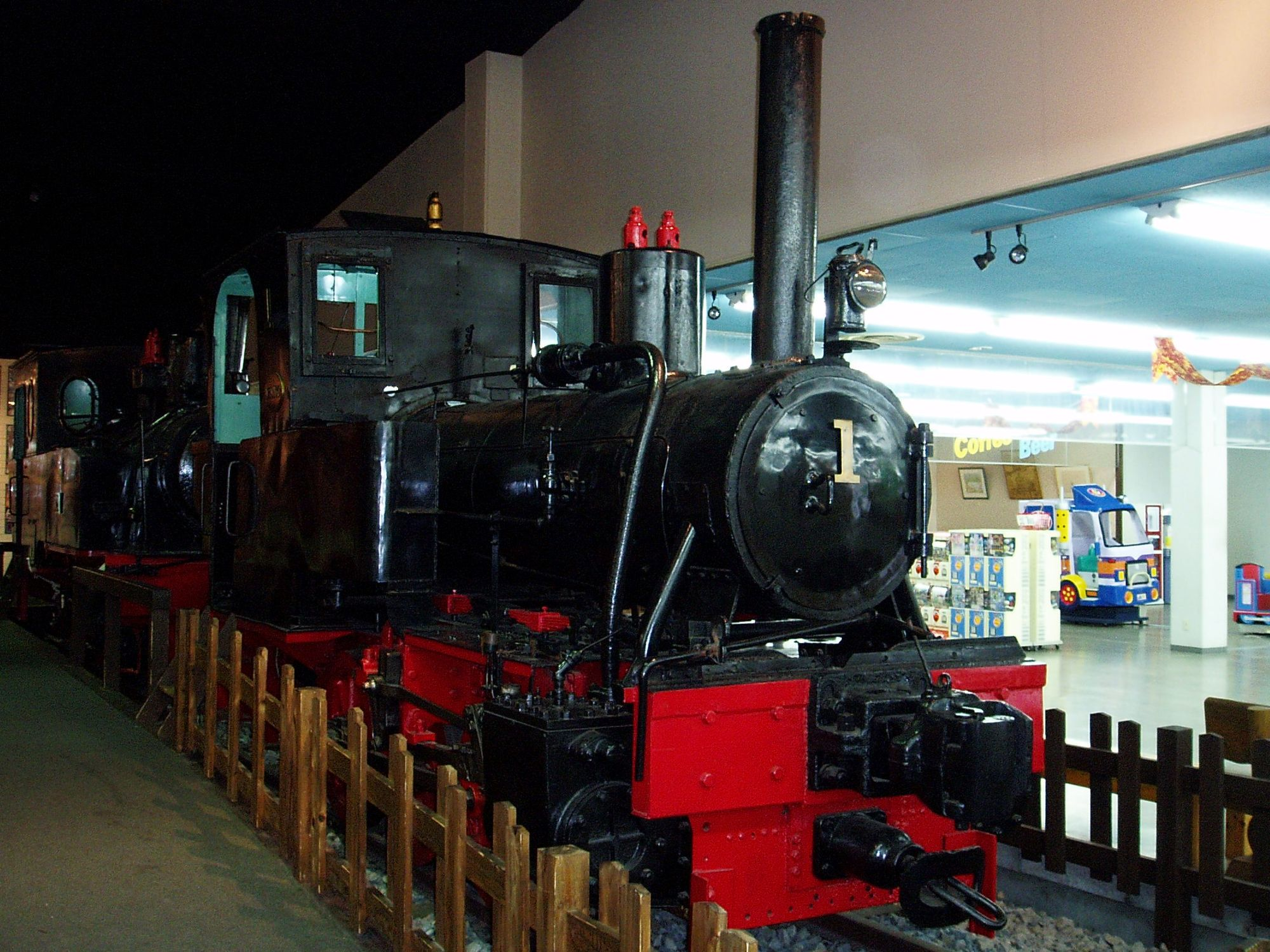
「いずも」1号として保存される一畑軽便鉄道4号機関車

1・2号蒸気機関車
ドイツ・コッペル製の8.5トン4輪連結タンク機関車。1913年（大正2年）9月9日付、監第1882号工事施行認可では4両の認可を得たが、1914年（大正3年）4月20日付、監第952号では2両の詳細設計認可を受け、開業時までに竣功した。1914年（大正3年）製のもので、1935年（昭和10年）頃に廃車。
3号蒸気機関車
1914年（大正3年）10月アメリカ・ボールドウィン製の11.6英トン6輪連結タンク機関車。1915年2月2日付、監第214号で詳細設計認可を受けた。1929年（昭和4年）に廃車、七尾セメントへ譲渡。
4号蒸気機関車

ドイツ・コッペル製の12トン6輪連結タンク機関車。1922年（大正11年）6月9日付、監第1142号で設計認可を受けた。1922年（大正11年）製造のもので、1929年（昭和4年）に廃車、七尾セメントへ譲渡。同社でも1959年（昭和34年）に用途廃止となった後、1977年（昭和52年）に工場内に留置されていた4号機をプレスアイゼンバーンの松本謙一と前里孝が購入した上で動態復元、同年8月に大井川鉄道（当時）の動態保存機に加わった。同社では「いずも」という愛称が付けられ、主に井川線千頭駅 - 川根両国駅間の小運転に使用された。1984年（昭和59年）には運転台の屋根を切り詰めた上、同線の客車を牽引して井川駅まで乗り入れた。動態保存終了後は大井川鐵道大井川本線新金谷駅にある「プラザロコ」にて静態保存されている。
ハブ1 - 13号客車
名古屋電車製造所製の木造デッキ付貫通式4輪客車。定員は40人。工事施行認可では10両の認可を受け、1914年（大正3年）4月20日付、監第952号詳細設計認可では6両分の認可を受けた。この6両については開業時までに竣功した。残る4両の詳細設計認可は不明だが、1914年（大正3年）12月17日付、庶第186号車両増減御届で工事施行認可の10両を9両に変更した。2両を下記の荷物合造客車に改造したため1両の増加である。さらに、1922年（大正11年）10月28日、庶第85号増加届で1914年（大正3年）4月20日付、監第952号認可と同一設計の4両を増備し、最終的に非電化時代の客車は13両が存在した。全車、電化後の1928年（昭和3年）6月8日付、監第1816号減少認可で廃車された。
ハニ1・2号荷物合造客車
名古屋電車製造所製の木造デッキ付貫通式4輪荷物合造緩急客車。定員は20人、荷物の荷重は2トン。開業時には存在せず後日上記の客車2両を改造したもので、1915年（大正4年）3月3日付、監第486号で認可を受けた。2両共電化後の1928年（昭和3年）6月8日付、監第1816号減少認可で廃車された。
ワ1 - 4号有蓋貨車
1914年3月名古屋電車製造所製の4トン積み有蓋貨車。工事施行認可時には4両分の認可を受けたが、1914年（大正3年）4月20日付、監第952号詳細設計認可では2両分となり、開業時までに2両が竣功した。残る2両の詳細設計認可は不明だが、最終的に1914年（大正3年）3月名古屋電車製造所製の車両が4両存在した。全車、1928年（昭和3年）2月17日付、監第475号減少認可で廃車された。
ワフ1号有蓋緩急貨車
1922年（大正11年）9月名古屋電車製造所製の5トン積み有蓋緩急貨車。1923年（大正12年）3月6日、監第428号で設計認可を受けた。全車、1928年（昭和3年）2月17日付、監第475号減少認可で廃車された。
ト1 - 4号無蓋貨車
1914年（大正3年）3月名古屋電車製造所製の4トン積み無蓋貨車。工事施行認可時には4両分の認可を受けたが、1914年（大正3年）4月20日付、監第952号詳細設計認可では2両分となり、開業時までに2両が竣功した。残る2両の詳細設計認可は不明だが、最終的に1914年（大正3年）3月名古屋電車製造所製の車両が4両存在した。全車、1928年（昭和3年）2月17日付、監第475号減少認可で廃車された。

#### 電化後

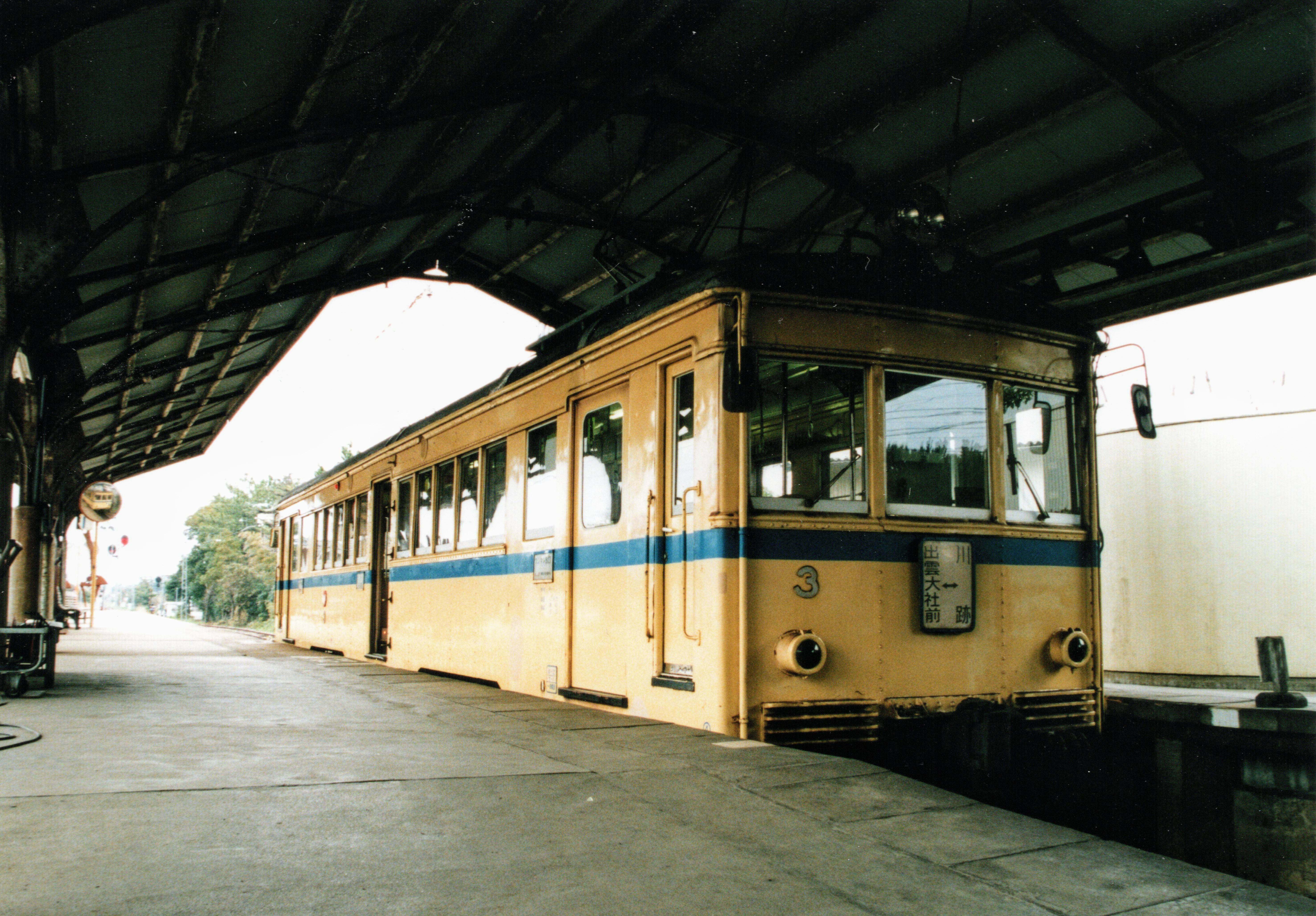
出雲大社前に停車中のデハ3

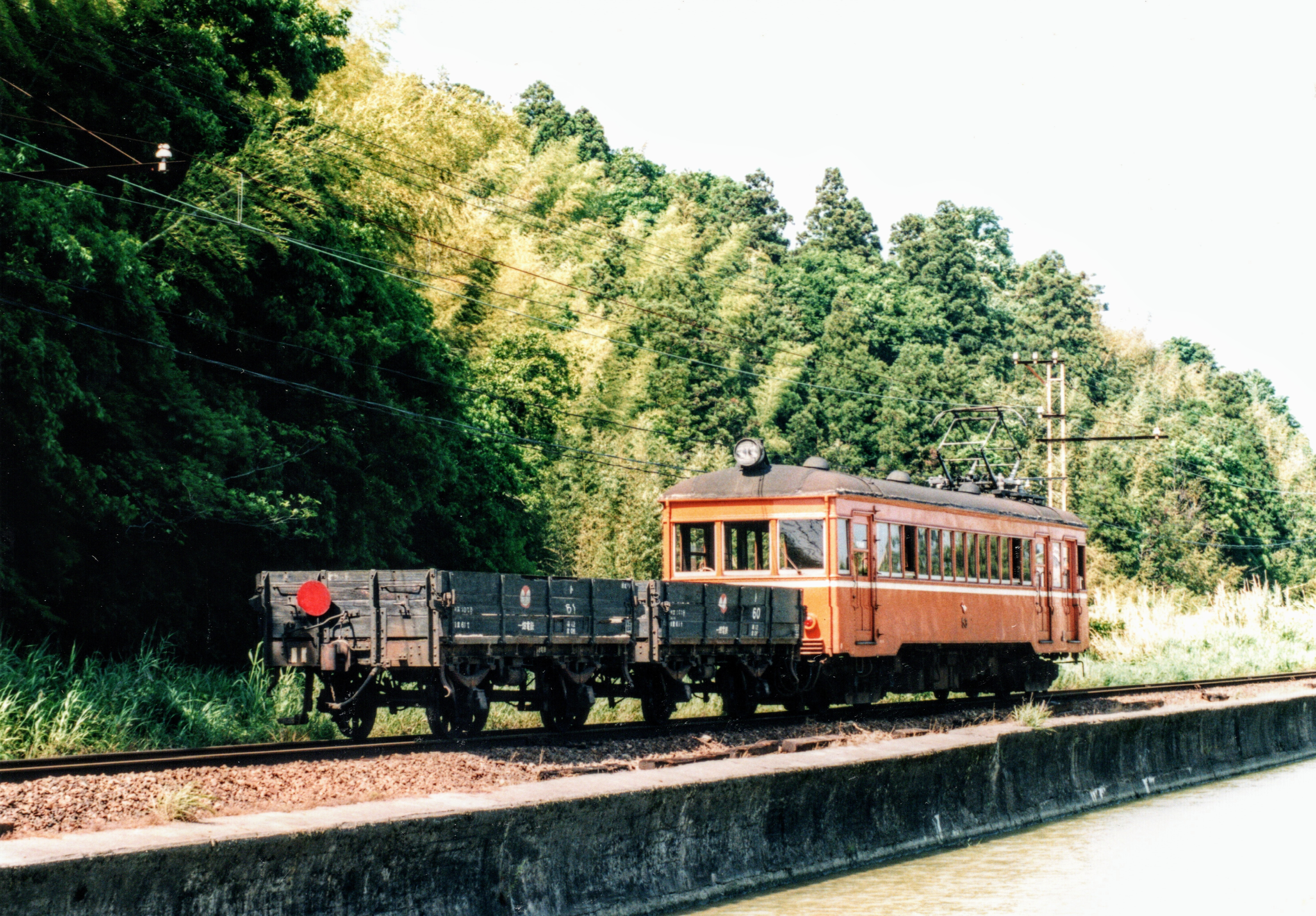
貨車を牽引中のデハニ50

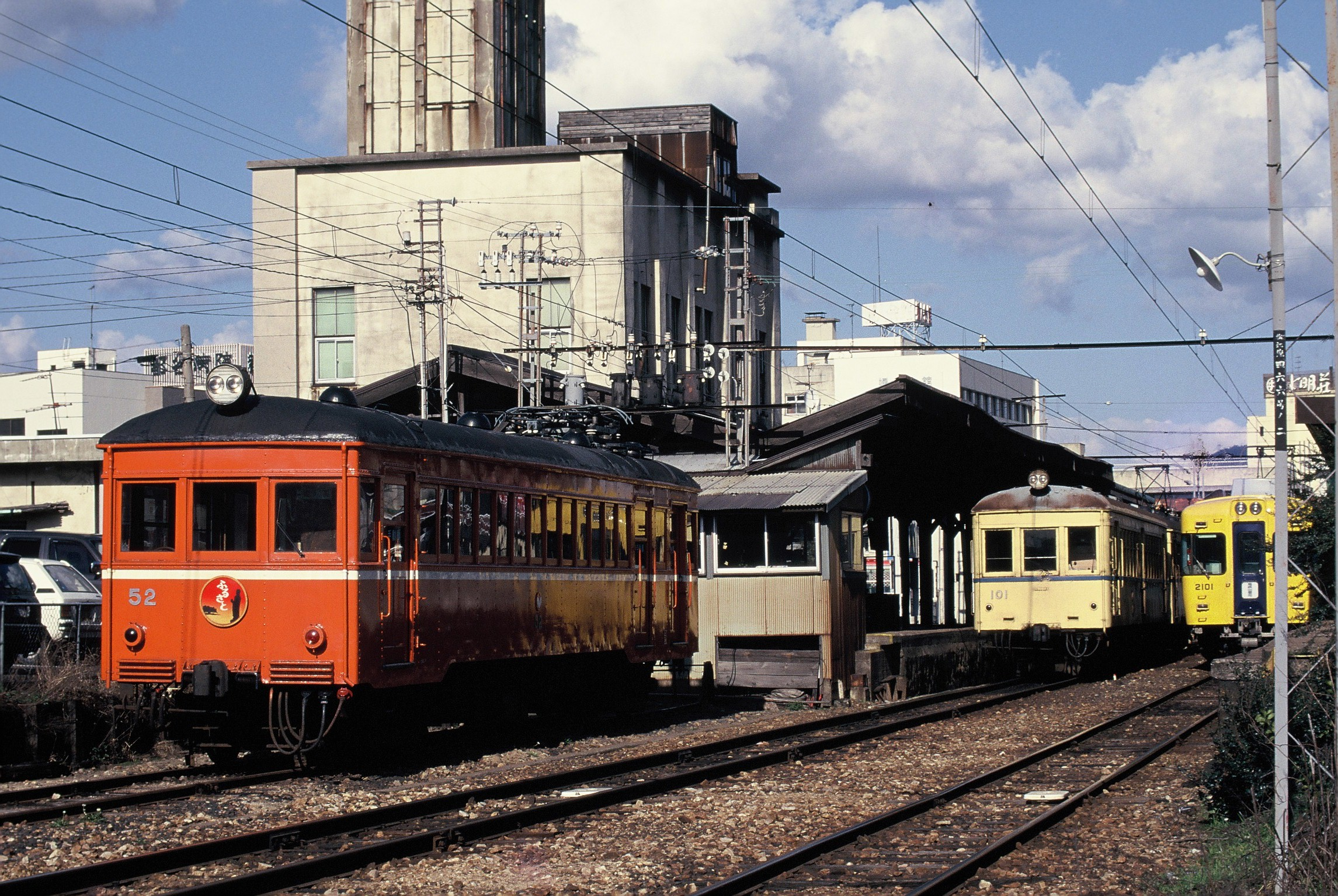
松江温泉駅側線に停車中のデハニ50

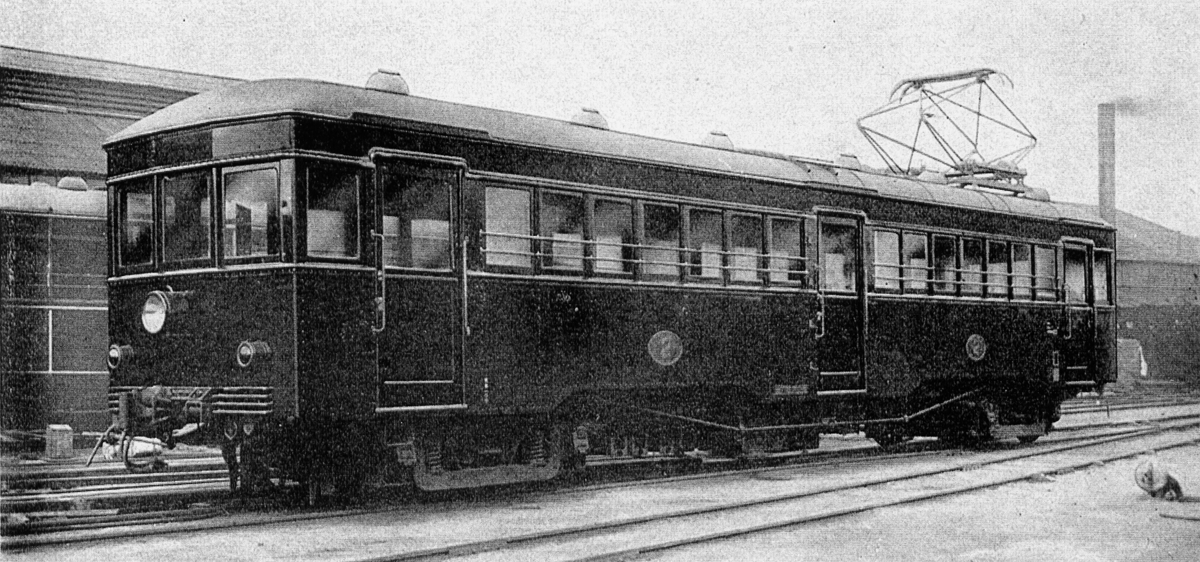
デハ1形
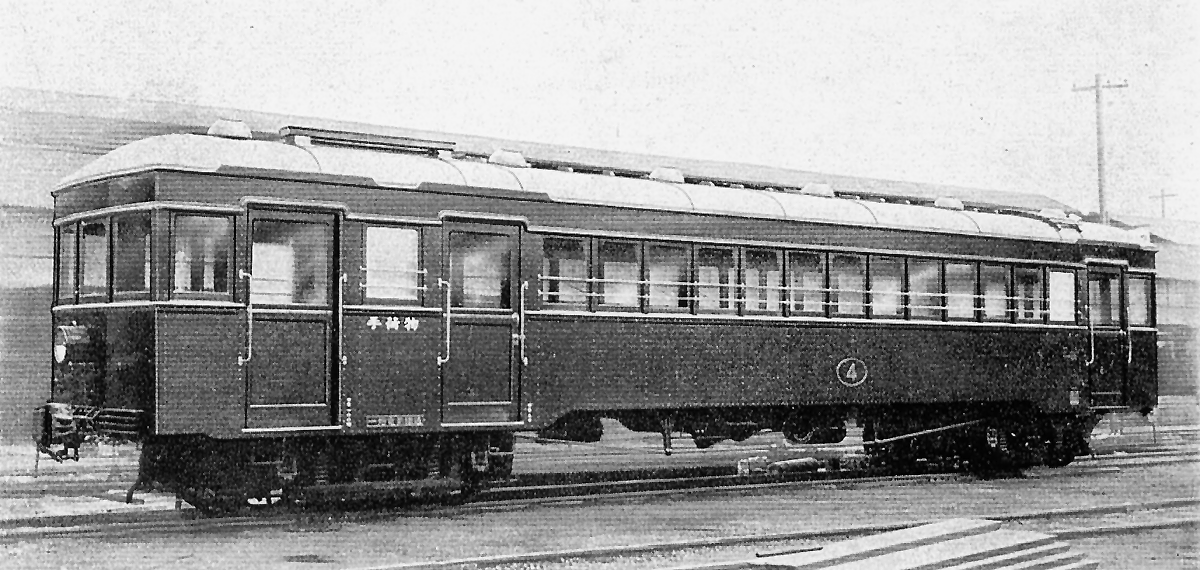
クハ3形
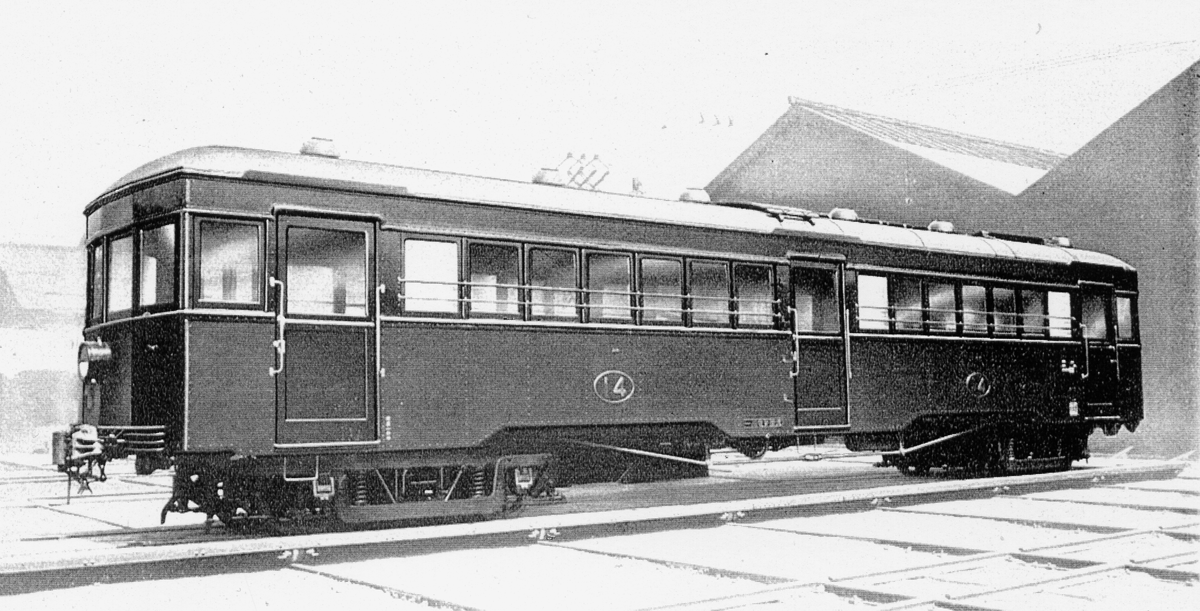
クハ14形

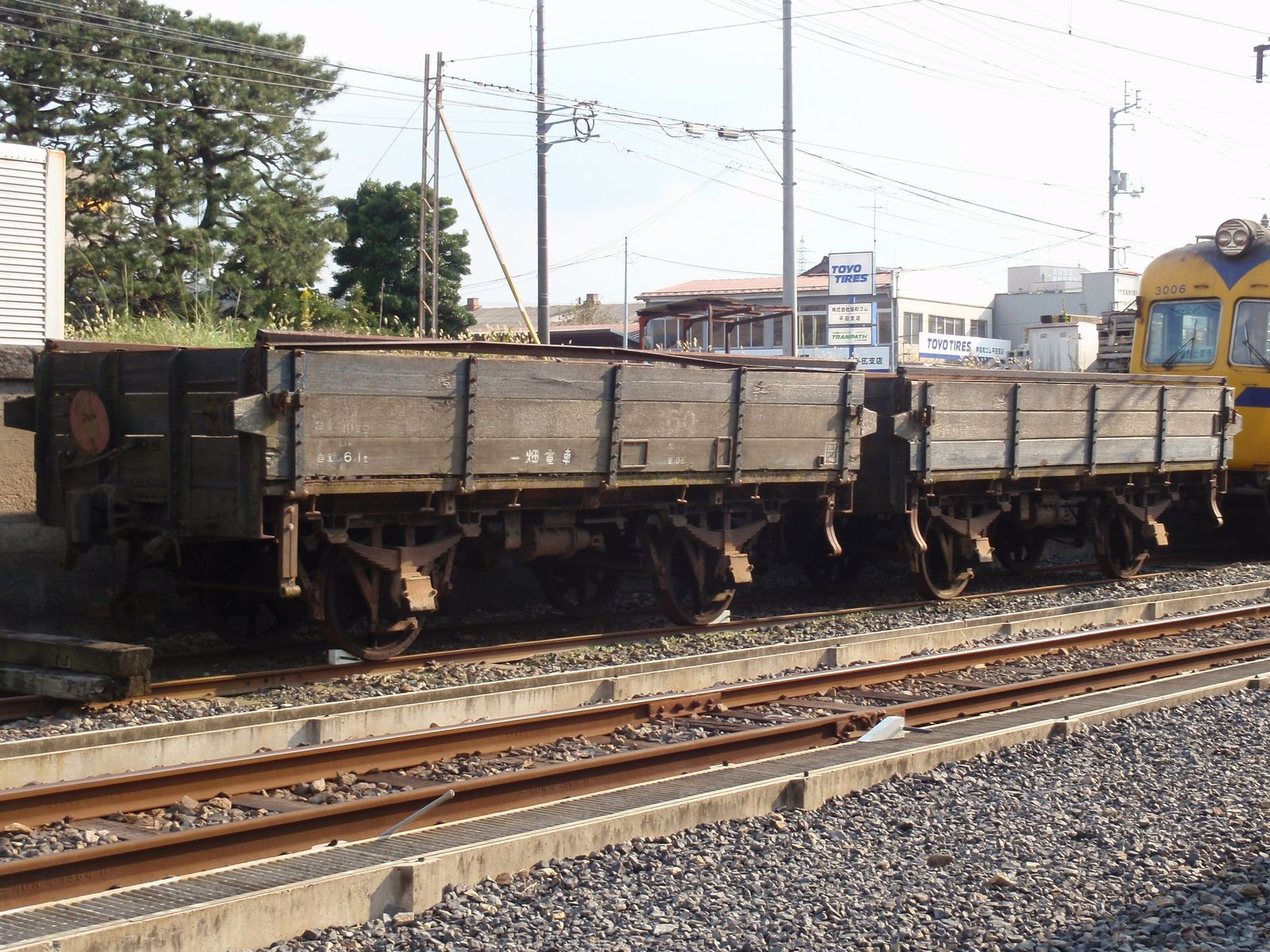
ト1形ト60・ト61

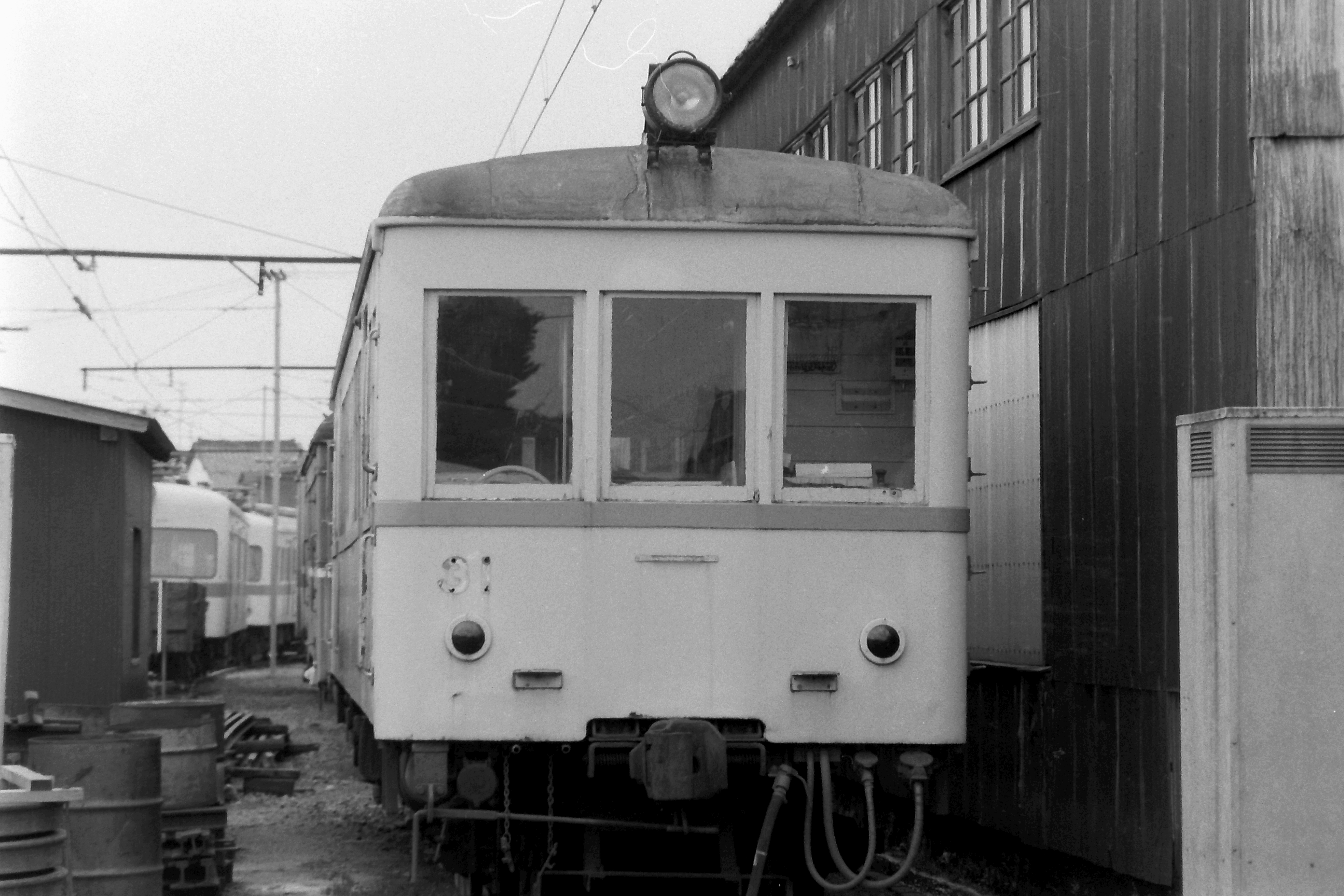
デハ31

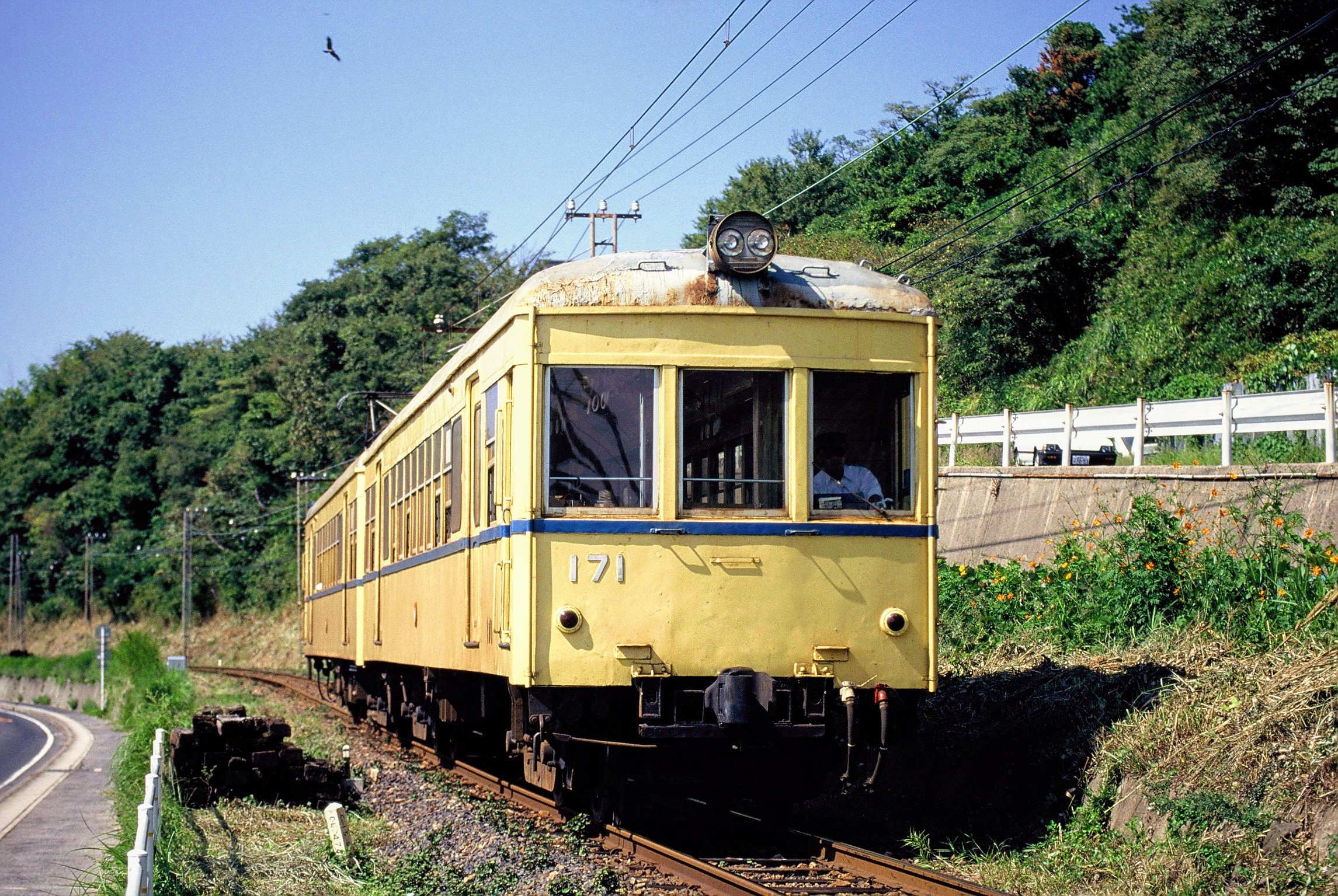
70系クハ171

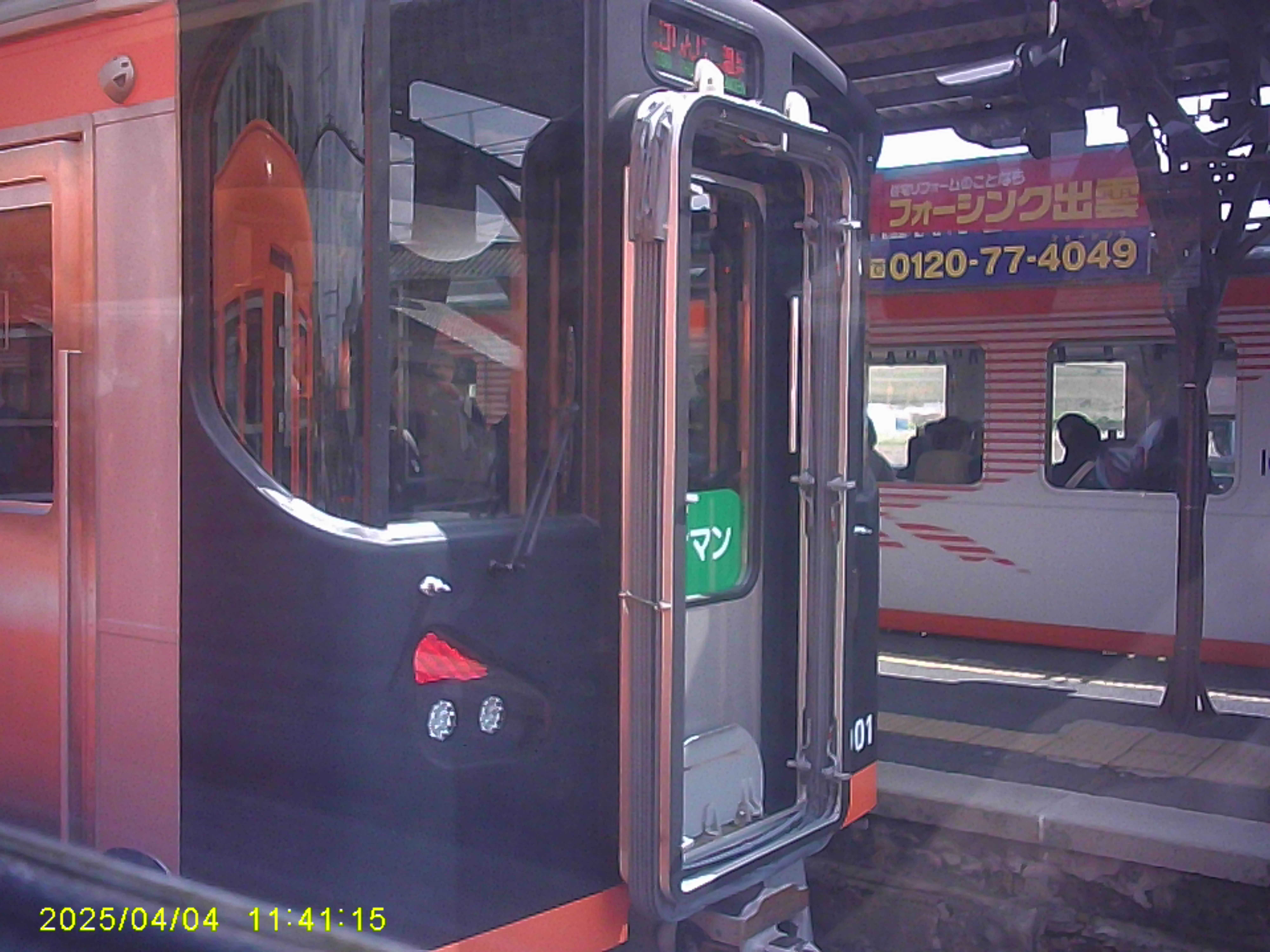
8000系

特記のないものはすべて電車。
ワフ1形有蓋貨車
1891年（明治24年）オールドヘリー製。1927年（昭和2年）7月13日付、監第1926号で譲受使用認可を受けた8トン積み有蓋緩急車。
デハ1形

日本車輌製造で1927年（昭和2年）9月に製造された。1929年（昭和4年）にデハ4をデハ6に改番。1942年（昭和17年）にクハ101形クハ101（初代）を電装の上デハ7として編入。デハ1・デハ2・デハ5は1951年（昭和26年）から1953年（昭和28年）にかけてデハ20形へ改造、デハ7は1962年（昭和37年）にクハ110形(II)に改造。デハ3とデハ6は1978年（昭和53年）に自動扉化・ワンマン化改造を行った上で大社線で運用されていたが、1998年（平成10年）に廃車。
クハ3形→デハニ50形

1928年（昭和3年）4月にクハ3形クハ3・クハ4として製造された。その後電装の上デハニ51・デハニ52となり、1929年（昭和4年）12月にはデハニ53・デハニ54が製造された。1951年（昭和26年）にはデハニ51が改造の上デハ20形デハ21となり、1967年（昭和42年）9月にはデハニ54がデハ10形デハ11（2代）に改造された。1994年（平成6年）にはデハニ52がお座敷電車に改装、1999年（平成11年）にはデハニ53もお座敷電車に改装された。2009年（平成21年）に旅客運用から外れたが、その後映画『RAILWAYS』の撮影に使用され、2012年（平成24年）からは体験運転用の車両にデハニ53が起用されている。
クハ14形→クハ101形(I)
1928年（昭和3年）4月に日本車輌製造で製造された制御車。その後クハ101形クハ101（初代）に改番されたが、1942年（昭和17年）に電装の上デハ1形に編入。
- デハ1形
- クハ3形
- クハ14形

デキ1形電気機関車
電化に対応して1928年（昭和3年）に製造した。1936年（昭和11年）に三河鉄道に譲渡されて同線のキ10形15号機となり、同鉄道が名古屋鉄道に合併されるとデキ300形306となった。その後、名鉄の犬山検査場に事業用として籍を有していたが、2014年3月に除籍された。
ト1形無蓋貨車

元は大社宮島鉄道→立久恵線の貨車。ト60とト61が砂利散布に使用されていたが、2011年（平成23年）に売却され、ト60が真岡駅のSLキューロク館で展示、ト61がジェイアール貨物・北陸ロジスティクスにて販売されている（価格は税抜30万円。運送代は別）。
クハ100形(I)クハ102・クハ103
1924年（大正13年）製の吉野鉄道ホハ11形を1934年（昭和9年）に2両購入し、クハ102（初代）・クハ103（初代）として使用。1958年（昭和33年）にクハ105・クハ106に改番、1960年（昭和35年）に廃車。
デハ10形(I)
1940年（昭和15年）に梅鉢車両で製造された西武鉄道クハ1232を1957年（昭和32年）に譲受し、デハ11として使用。1961年（昭和36年）に西武鉄道に譲渡。
クハ109形
1902年に鉄道省新橋工場で製造された国鉄ホハニ4060を1940年（昭和15年）に購入、クハ109として使用。1959年（昭和34年）に廃車、西武鉄道に売却。
クハ110形(I)
1906年（明治35年）に鉄道作業局新橋工場で製造された最急行用の2等緩急車オブロ3を出自とする3軸ボギー客車の国鉄オハフ8911を1939年（昭和14年）に購入、1940年（昭和15年）からクハ111（初代）として使用。制御車となった後も3軸ボギー台車を装着していた。1959年（昭和34年）に廃車、西武鉄道に売却。
クハ120形
1924年（大正13年）に鉄道省兵庫工場で製造された国鉄ナハ22033を1949年（昭和24年）に購入し、クハ120として使用。1959年（昭和34年）に廃車。
クハ130形
1921年（大正10年）に汽車会社東京支店で製造された国鉄モハ1047を1953年（昭和28年）頃に譲受し、クハ131として使用。1958年（昭和33年）に廃車。
デハ20形
1951年（昭和26年）から1953年（昭和28年）にかけデハ1形デハ1・デハ2・デハ5とデハニ50形デハニ51を改造した2扉クロスシート車。いずれも手動扉のままで運用されたが、デハ24は1981年（昭和56年）に、デハ21は1994年（平成6年）に、残る2両も1996年（平成8年）に廃車。
デハ30形→デハニ30形→デハ30形

1921年（大正10年）に汽車会社東京支店で製造された国鉄モハ1057を1953年（昭和28年）に譲受し、デハ31として使用。1955年（昭和30年）にナニワ工機で車体を鋼体化し、荷物室が設置されてデハニ31となるが、1968年（昭和43年）に荷物室が撤去されてデハ31となり、同時に2扉化（自動扉化）や外板張替、クリーム色＋青帯への塗装変更に前面窓上への方向幕取り付け、放送設備設置や西武鉄道からの譲受車に合わせた運転台周りの変更といった更新改造を実施した。デハニ時代は貨車牽引や荷物輸送、2扉改造後は主に60系(I)・70系用の増結用予備車、また貨車牽引用の装備を残したまま更新したことから貨物にも使用されていたが、1986年（昭和61年）3月に廃車となり、その後は1990年代初頭まで部品取り用として平田車庫に留置されていた。
クハ100形(III)
西武クハ1231形を1958年（昭和33年）から1959年（昭和34年）にかけて譲受。手動扉のままデハ20形と2両編成を組んで運用されたが、1981年（昭和56年）にクハ104が、1994年（平成6年）にクハ103が、残る2両も1996年（平成8年）に廃車。
ED22形電気機関車
ボールドウィン・ウェスティングハウスによる1927年（昭和2年）製の電気機関車。当初信濃鉄道に3両導入されたが国有化により国鉄の車両となる。戦後西武鉄道に譲渡され、近江鉄道を経たうちの1両を1960年（昭和35年）に購入。1973年（昭和48年）の貨物輸送廃止後に弘南鉄道に譲渡された。
60系(I)
西武鉄道モハ221形・クハ1221形を1960年（昭和35年）から1961年（昭和36年）にかけて2扉クロスシート車に改造して譲受。1982年（昭和57年）にデハ63とクハ163を除く4両が廃車、残りの2両も1985年（昭和60年）に廃車。
クハ110形(II)
デハ1形デハ7を1962年（昭和37年）5月に制御車化し、クハ110形クハ111（2代）となる。1967年（昭和42年）に自動扉装備の2扉ロングシート車に改造、デハ11（2代）と2両編成を組んで運用されたが、1986年（昭和61年）3月に廃車。
70系

西武鉄道クモハ301形を1964年（昭和39年）に2扉クロスシート車に改造して譲受。1995年（平成7年）に廃車。
デハ10形(II)
デハニ50形デハニ54を1967年（昭和42年）に自動扉装備の2扉ロングシート車に改造し、同年9月23日に竣功。クハ111（2代）と2両編成を組んで運用されたが、1986年（昭和61年）3月に廃車。
| 80系 |  | 松江温泉駅停車中の80系 |
| 80系 |  | 松江温泉駅停車中の80系 |

80系
くにびき国体をきっかけとした車両近代化のため、西武鉄道451系を1981年（昭和56年）から1982年（昭和57年）にかけて譲受した、片運転台の2両編成（デハ80形+クハ180形）。旧形式車と60系 (I) を置き換えた。1995年（平成7年）から1996年（平成8年）にかけて廃車。
90系
西武鉄道551系を1985年（昭和60年）から1986年（昭和61年）にかけて譲受した。1985年（昭和60年）に譲受した車両は片運転台の2両編成（デハ91+クハ191）で、1996年（平成8年）に廃車。1986年（昭和61年）に譲受した2両（デハ92・デハ93）は入線当初より両運転台に改造されており、同年内にデハ60形 (II) に改番された。
| デハ1形電車（左）・80系（右） |  | 60系 (II) |
| デハ1形電車（左）・80系（右） |  | 60系 (II) |

デハ60形(II)
90系のうち両運転台の車両は、1986年（昭和61年）内にデハ60形61・デハ62に改番された。冷房車導入後もしばらく残されていたが、2006年（平成18年）に廃車。
| 2100系 |  | 3000系 |  | 5000系 |
| 2100系 |  | 3000系 |  | 5000系 |

2100系
1994年（平成6年）から1995年（平成7年）にかけて京王5000系（初代）の2両編成を4編成譲受した、一畑電気鉄道では初の冷房車。ワンマン対応車両である。2013年に2104編成が島根県のキャラクター「しまねっこ」を配した「ご縁電車しまねっこ号」となっている。
3000系
1997年（平成9年）に南海21000系の2両編成を4編成譲受した。ワンマン対応車両である。老朽化のため2015年（平成27年）より、後述の1000系及び7000系に置き換えられ、2017年（平成29年）1月21日 - 22日のさよならイベントを持って運用を終了。
5000系
1998年（平成10年）に京王5000系（初代）の2両編成を、一部座席のクロスシート化を行った上で2編成譲受した。ワンマン対応車両である。
| 1000系 |  | 7000系 |
| 1000系 |  | 7000系 |

1000系
東急1000系電車を譲受し改造した2両編成の電車。2014年度に2編成が導入され、2015年2月より営業運転を開始した。2015年度にも1編成が導入され、12月10日より「しまねっこ号II」として営業運転を開始した。
7000系
1両編成で運行可能な、デハニ50形以来86年ぶりとなる新造車両。2016年度に2両が導入され、2016年12月より営業運転を開始、2017年度にも2両が導入された。
8000系

7000系を基本モデルとしてマイナーチェンジされた新造車両。2025年3月2日に営業運転開始予定で、2024年度に1両、2025年度に1両。2026年度に2両導入予定である。

### 車両数の変遷
| 年         | デハ1形 | デハ10形(2) クハ110形(2) | デハ20形 クハ100形(2) | デハ30形 | デハニ50形 | 60系（1） | 60系（2） | 70系 | 80系 | 90系 | 2100系 | 3000系 | 5000系 | 1000系 | 7000系 | 計（冷房車） |
| ---------- | ------- | ------------------------ | --------------------- | -------- | ---------- | --------- | --------- | ---- | ---- | ---- | ------ | ------ | ------ | ------ | ------ | ------------ |
| 1982       | 2       | 2                        | 6                     | 1        | 2          | 6         |           | 4    | 2    |      |        |        |        |        |        | 25           |
| 1983       | 2       | 2                        | 6                     | 1        | 2          | 2         |           | 4    | 6    |      |        |        |        |        |        | 25           |
| 1984       | 2       | 2                        | 6                     | 1        | 2          | 2         |           | 4    | 6    |      |        |        |        |        |        | 25           |
| 1985       | 2       | 2                        | 6                     | 1        | 2          |           |           | 4    | 6    | 2    |        |        |        |        |        | 25           |
| 1986- 1994 | 2       |                          | 6                     |          | 2          |           | 2         | 4    | 6    | 2    |        |        |        |        |        | 24           |
| 1995       | 2       |                          | 4                     |          | 2          |           | 2         |      | 6    | 2    | 4      |        |        |        |        | 22(4)        |
| 1996       | 2       |                          |                       |          | 2          |           | 2         |      | 2    | 2    | 8      | 8      |        |        |        | 26(8)        |
| 1997       | 2       |                          |                       |          | 2          |           | 2         |      |      |      | 8      | 8      |        |        |        | 22(16)       |
| 1998       | 2       |                          |                       |          | 2          |           | 2         |      |      |      | 8      | 8      |        |        |        | 22(16)       |
| 1999- 2006 |         |                          |                       |          | 2          |           | 2         |      |      |      | 8      | 8      | 4      |        |        | 24(20)       |
| 2007- 2011 |         |                          |                       |          | 2          |           |           |      |      |      | 8      | 8      | 4      |        |        | 22(20)       |
| 2018       |         |                          |                       |          | 2          |           |           |      |      |      | 6      |        | 4      | 6      | 4      | 22(20)       |

- 1982・83年は1月1日現在、84年以降は4月1日現在
- 『私鉄車両編成表』各年版、ジェー・アール・アール

## 関連会社
- 一畑電気鉄道（持株会社）
- 一畑バス
- 松江一畑交通
- 出雲一畑交通
- 隠岐一畑交通
- 奥出雲交通（第三セクター、奥出雲町が96%、一畑電気鉄道が4%を出資）
- 双葉タクシー
- ミツワタクシー
- 一畑百貨店（三越と業務提携）
- ホテル一畑
- カーテックス一畑
- シュテルン島根（メルセデス・ベンツ島根）[注釈 10]